# Direction générale de la Sécurité extérieure

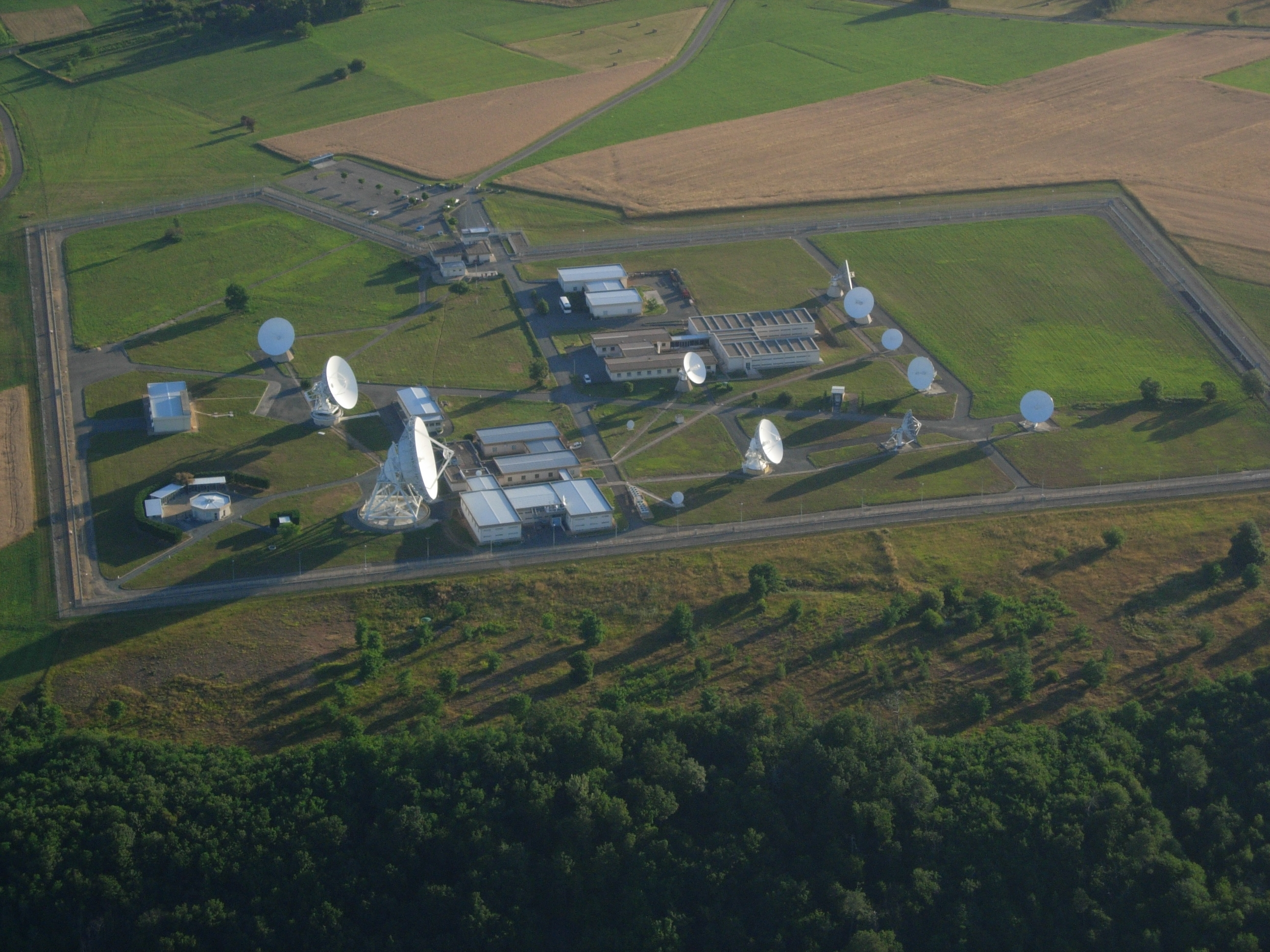
DGSE-station i Domme, Perigord.

Direction générale de la Sécurité extérieure (förkortas DGSE) är Frankrikes underrättelsetjänst som grundades den 2 april 1982. Den blev framförallt känd för sänkningen av Greenpeace-skeppet Rainbow Warrior i Auckland, Nya Zeeland den 10 juli 1985.

## Verksamhet
DGSE har ett antal ansvarsområden och roller:
Underrättelseinhämtning: 
- HUMINT, genom agenter och frivilliga uppdragslämnare
- SIGINT, genom system som Frenchelon
- Satellitspaning
- Stöd för HUMINT.
- Special operations, genom det 13:e Dragon Fallskärmsregementet.
- Kontraspionage på fransk mark genomförs inte av DGSE utan av Direction centrale du renseignement intérieur (DCRI).